# Puerto de Nador
El Puerto de Nador o Puerto de Beni Enzar es un puerto comercial del mediterráneo que da servicio a la zona del Rif al norte de Marruecos.
El puerto esta oficialmente en Beni Ensar y comparte su muelle y entrada con el puerto de Melilla. Es un puerto semi-artificial que utiliza la laguna de Mar Chica.

## Uso
El puerto esta directamente conectado con Melilla: el puerto de Melilla usa aproximadamente el 70 % del área húmeda, mientras que el puerto de Nador usa el 30 % restante del área sureste. El puerto se utiliza como puerto de ferry/ro-ro, a granel seco y tiene instalaciones para hidrocarburos. Las instalaciones de transbordo rodado son utilizadas por los operadores de transbordadores en la ruta hacia/desde España.
En 1994 el operador FerriMaroc abrió la línea al puerto de Almería. Antes de que aquello uno sólo podría navegar al área vía Melilla o vía el transbordador-terminal en Alhucemas.

## Instalaciones
El operador MarsaMaroc, que opera los principales puertos de Marruecos, ofrece las siguientes instalaciones en el puerto de Nador. El puerto se puede dividir en tres partes principales:

### Terminal 2
La terminal principal tiene 700 metros de agua profunda (13 metros de profundidad) y otros 300 metros con una profundidad de 10 metros. Esta Terminal 2 es una terminal de mercancías a granel que recibe mercancías a granel como mineral y palanquillas para la acería SONASID y también se utiliza como puerto pesquero (pequeño). Un total de 14,7 hectáreas de área de tierra está disponible para almacenar o mover bienes.

### Pasajeros y muelles de vehículos

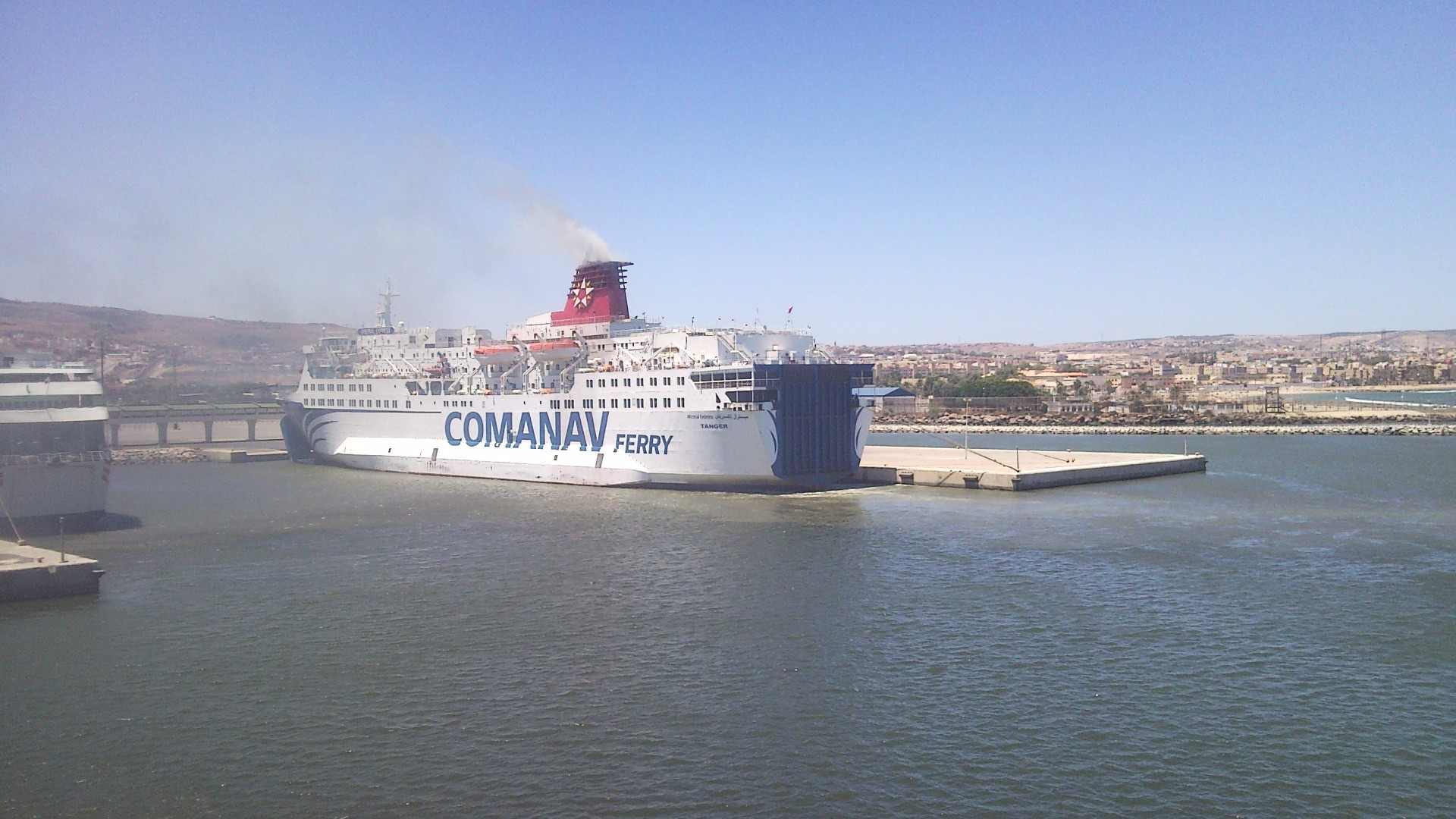
Ferry llegando a Nador

El puerto de Nador es ahora una importante terminal de ferry para el noreste de Marruecos con enlaces diarios directos a España (Almería y Motril) y conexión semanal a Francia (Sète)
Para los transbordadores que operan a Europa, el puerto ofrece claves de 600 metros para transbordadores de carga/descarga con puentes elevados para que los pasajeros crucen el tráfico de automóviles en diferentes niveles y, por lo tanto, no se obstaculicen en el embarque y desembarque con también 13 metros de profundidad.

### Puerto de hidrocarburos
Finalmente, hay un muelle de 100 metros de largo para la recepción de hidrocarburos con una profundidad de agua de 13 metros.

## Enlaces de tren
Desde que el operador de trenes marroquí ONCF abrió la sucursal Taurirt-Nador en 2009, el puerto también ofrece conexiones diarias de trenes al resto del país. La parada de tren Beni Ensar / Aït Nsar Port es la terminal de los trenes a Tánger y Casablanca a través de Fez.

## Conexiones

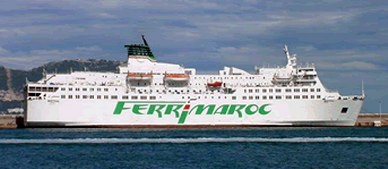
MS Mistral zarpando de Nador

### Enlaces de transbordador a Europa continental
Hay varias compañías de ferry que operan salidas diarias desde y hacia el Puerto de Almería en España. Los principales operadores son:
- Trasmediterránea
- Grandi Navi Veloci (de Nador a Sète en Francia)
- Africa Morocco Link
- Balearia (Sólo en  verano)

### Raíl y conexiones de carretera en Marruecos
El ramal de Taurirt a Nador no termina en Nador, sino que corre hacia Beni Ensar. Beni Ensar / Aït Nsar Port es la estación terminal de la línea divisoria hacia Taurirt, donde se conecta con la línea principal Este-Oeste hacia Uchda (Oujda) en el este (sin conexión directa: cambio en Taurirt) o vía Fez a Tánger o hacia Rabat y Casablanca con más conexiones a Marrakech en el oeste.
Por carretera, la carretera nacional N19 ofrece una conexión directa con la ciudad de Nador (8 millas) y más allá.
Los aeropuertos cercanos son el Aeropuerto de Melilla  y el Aeropuerto Internacional de Nador.